# Maria Bojarska (pedagog)
Maria Bojarska (ur. 3 sierpnia 1901 w Budzanowie k. Trembowli, zm. 25 stycznia 1993 w Ostrowie Wielkopolskim) – polska filolog i pedagog.
Filolog polska i klasyczna. W latach 1935–1954 dyrektorka Gimnazjum i Liceum im. Emilii Sczanieckiej w Ostrowie Wlkp. W 1945 roku zajmowała się ponowną organizacją szkoły. Działaczka konspiracji i tajnego nauczania w czasie II wojny światowej. Desygnowana na stanowisko kierowniczki Kuratorium Wojennego do spraw tajnego szkolnictwa w Wielkopolsce (funkcję pełniła w latach 1942-1945).
Odznaczona Krzyżem Kawalerskim Orderu Odrodzenia Polski i Złotym Krzyżem Zasługi. Pochowana na Starym Cmentarzu w Ostrowie, tam też uhonorowana ulicą swojego imienia.